# مرير مبيض
المرير المبيض واسمه العلمي (باللاتينية: Picris albida) نوع نباتي ينتمي إلى جنس المرير من الفصيلة النجمية.

## الموئل والانتشار
موطنه المغرب العربي.

## مرادفات للاسم العلمي
- (باللاتينية: Picris coronopifolia subsp. albida (Ball) Maire)
- (باللاتينية: Picris chevallieri Batt.)